# مارتن جنسين
ماتن جنسين (Martin Jensen)  من مواليد 29 سبتمبر 1991 . هو دي جي ومنتج أسطوانات دنماركي .استطاع سنة 2016 من احتلال المركز 82 ضمن قائمة أحسن 100 دي جي في العالم و التي تصدرها مجلة دي جي سنويا.

## روابط خارجية
- مارتن جنسين على موقع IMDb (الإنجليزية)
- مارتن جنسين على موقع ميوزك برينز (الإنجليزية)
- مارتن جنسين على موقع أول ميوزيك (الإنجليزية)
- مارتن جنسين على موقع ديسكوغز (الإنجليزية)